# Седанское княжество

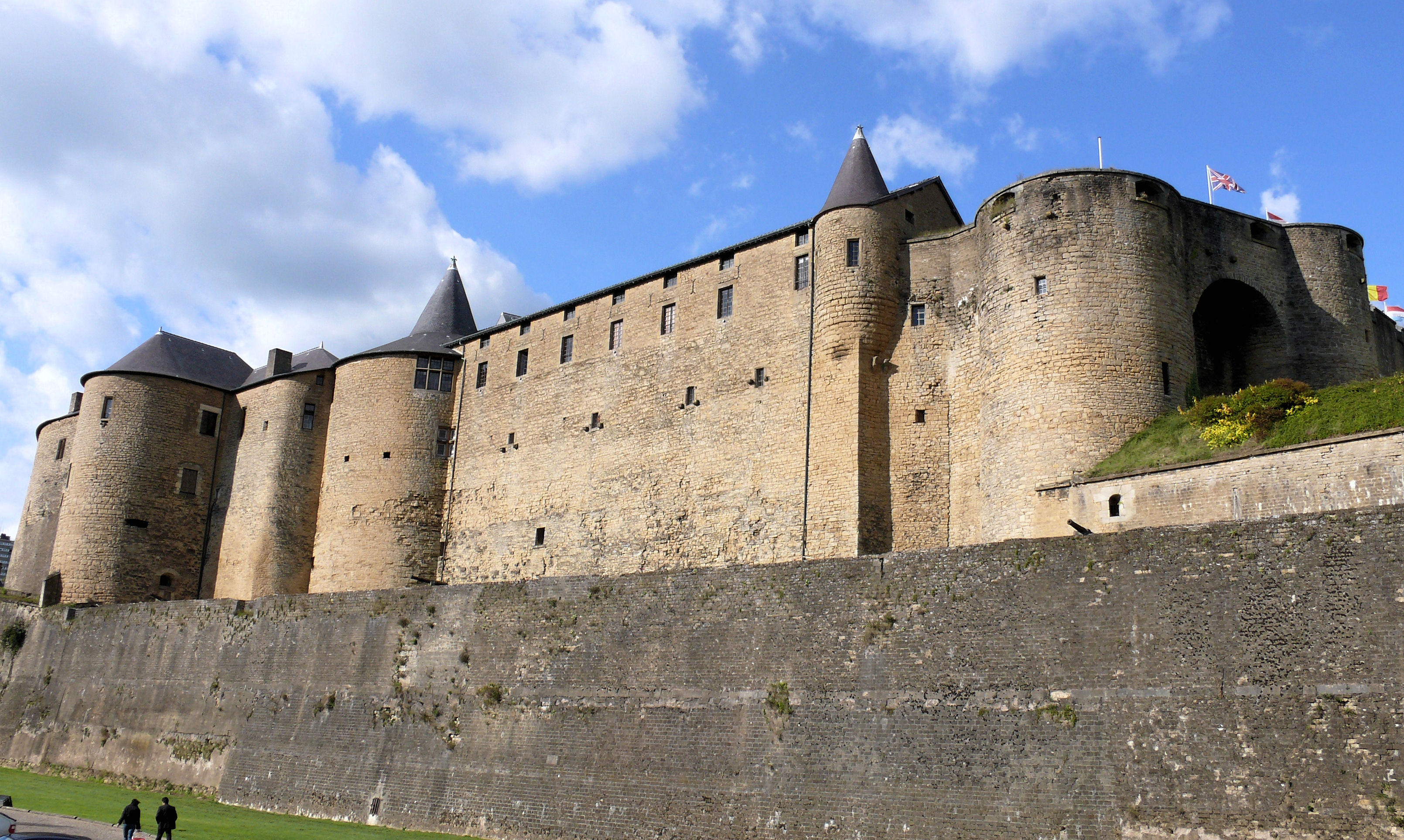
Седанская крепость

Суверенное княжество Седан и Рокур (Sedan et Raucourt) — карликовое государство французских гугенотов на франко-испанской (ныне франко-бельгийской) границе, в Арденнах, образованное в самом начале Религиозных войн вокруг Седанской крепости, которая считалась самой мощной в средневековой Европе.

## Твердыня гугенотов
Седан возник в Средние века как феод Музонского аббатства. С XV века Седаном владела одна из ветвей Клевского дома, причём по соглашению с аббатством сеньория считалась независимой. В середине XVI века в Седане господствовал Генрих Роберт де Ла Марк (1540—1574) — внук маршала Флоранжа и Дианы де Пуатье.
При известии о расправе, учинённой герцогом де Гизом над протестантами в Васси неподалёку от Седана (1562), этот молодой гугенот провозгласил себя суверенным князем Седанским. Его жена, Франсуаза де Бурбон-Монпансье, была кузиной Генриха Наваррского. Именно в Седан предполагали переправить Генриха из Парижа участники заговора Ла Моля и Коконнаса.
После смерти Генриха Роберта и его холостого сына (1588) Седан перешёл к его сестре Шарлотте де Ла Марк (1574—1594) и её супругу, Генриху де Тюренну. Хотя брак был бездетным и на владение Седаном притязали другие родственники Ламарков (граф де Молеврье, герцог де Монпансье), после смерти супруги Тюренн, с дозволения короля, удержал княжество за собой и своими потомками из рода Латур д'Овернь.

## Гнездо измены

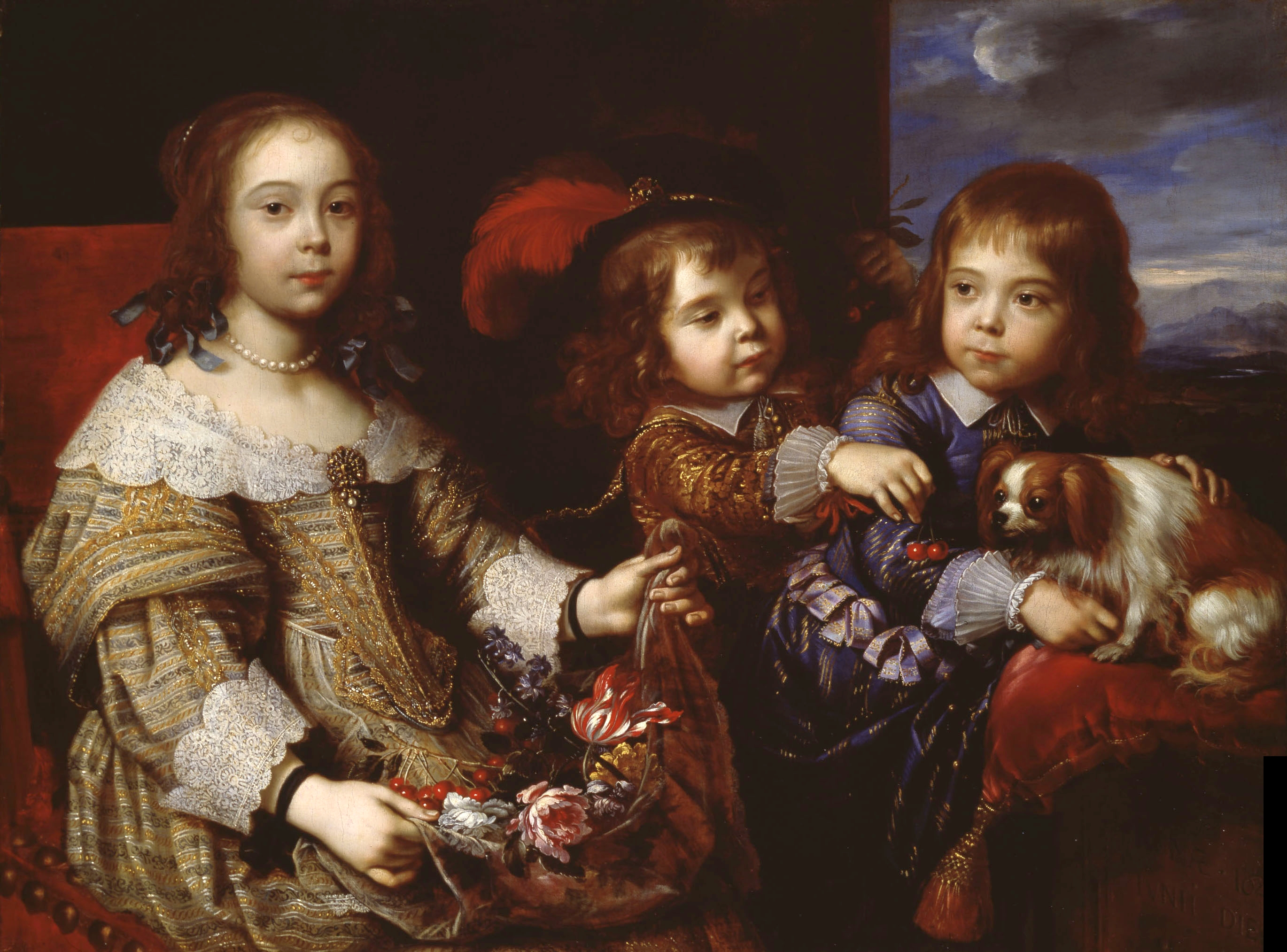
Пьер Миньяр. Портрет детей последнего князя Седанского

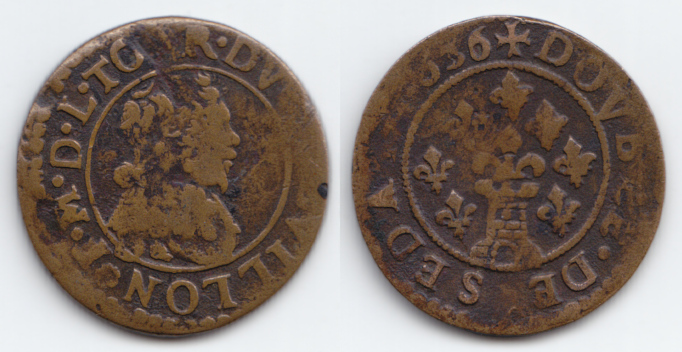
Монета двойной турнуа отчеканенная в Седане в 1636 году. На аверсе портрет Фредерика-Мориса де Ла Тура, на реверсе герб рода Латур д’Овернь и легенда: «DOVBLE DE SEDAN».

Седанские правители не отличались верностью французской короне. Генрих Великий направил против них вооружённый отряд, когда, будучи обвинён в крамольных связях с герцогом де Бироном и маркизой де Вернёй, Тюренн бежал из Франции в свои арденнские владения. Именно там родился его великий сын. Латуры с готовностью поддержали восстания против королевской власти, поднятые принцем Конде (1613), Гастоном Орлеанским (1630) и графом Суассонским (1641).
Постоянные измены этого протестантского семейства делали их крайне подозрительными для французского правительства во главе с кардиналом Ришельё, который задался целью присоединить Седан к Франции. Тем не менее в битве при Ла-Марфе (1641) французские войска потерпели поражение от повстанцев Суассона и испанцев. Последовал мирный договор, по которому французская армия снимала осаду с Седана.
В следующем году имя князя Седанского вновь всплыло в связи с заговором Сен-Мара. Чтобы сохранить свою голову, Фредерик-Морис де Ла Тур заключил с французским правительством договор, по которому отказывался от прав на Седан и Рокур в обмен на пригоршню французских титулов — герцога Шато-Тьерри и Альбре, графа Эврё и Арманьяка и т. д. Кроме того, король обязывался содействовать ему в отвоевании у испанцев Буйона. На этом история седанского княжения подошла к концу.